# وحدة تحكم شبكة الراديو

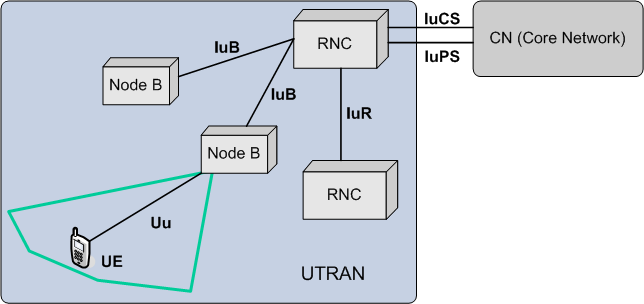

وحدة تحكم شبكة الراديو (أو آر آن سي) (بالإنجليزية:   (Radio Network Controller (or RNC)‏ هو عنصر التحكم في اليوتران و هو المسؤول عن عقدة بوليفيانو المتصلة بها. تقوم هذه الوحدة بإدارة تنقل الهواتف الجوالة, إدارة الراديو وتشفير البيانات قبل إرسالها. تتصل وحدة تحكم شبكة الراديو بالتحويل عبر الدارة لقلب الشبكة عن طريق البوابة الإعلامية و بالتحويل عبر الحزم لقلب الشبكة عن طريق الآس جي أس أن.

## وصلات خارجية
- الشبكة الواسعة